# الانتخابات النيابية والبلدية البحرينية 2006
أجريت الانتخابات النيابية والبلدية في البحرين في 25 أكتوبر 2006 للفوز بأربعين مقعد في مجلس النواب والمجالس البلدية. شهدت الانتخابات إقبال بنسبة 72٪ في الجولة الأولى من الاقتراع. وكما كان متوقعا من قبل معظم المراقبين هيمن الإسلاميون الشيعة والسنة على الانتخابات بالفوز اكتساحا في الجولة الأولى من التصويت بينما فقد جميع النواب السابقين الليبراليون والشيوعيون مقاعدهم. استطاع أربعة مرشحين من جمعية العمل الوطني الديمقراطي اليسارية المعروفة باسم وعد التأهل إلى جولة الإعادة التي عقدت في 2 ديسمبر 2006.
سبق الانتخابات مشاركة أربع جمعيات معارضة سبق لها مقاطعة انتخابات 2002 شملت جمعية الوفاق الوطني الإسلامية وجمعية العمل الوطني الديمقراطي وجمعية التجمع القومي الديمقراطي وجمعية العمل الإسلامي. لمواجهة التحدي الذي تمثله الوفاق اتفقت جمعية الأصالة الإسلامية التي تمثل التيار السلفي وجمعية المنبر الوطني الإسلامي التي تمثل الإخوان المسلمون على تشكيل ائتلاف لتحقيق أقصى قدر من الفوز بالدوائر.

## الحملة

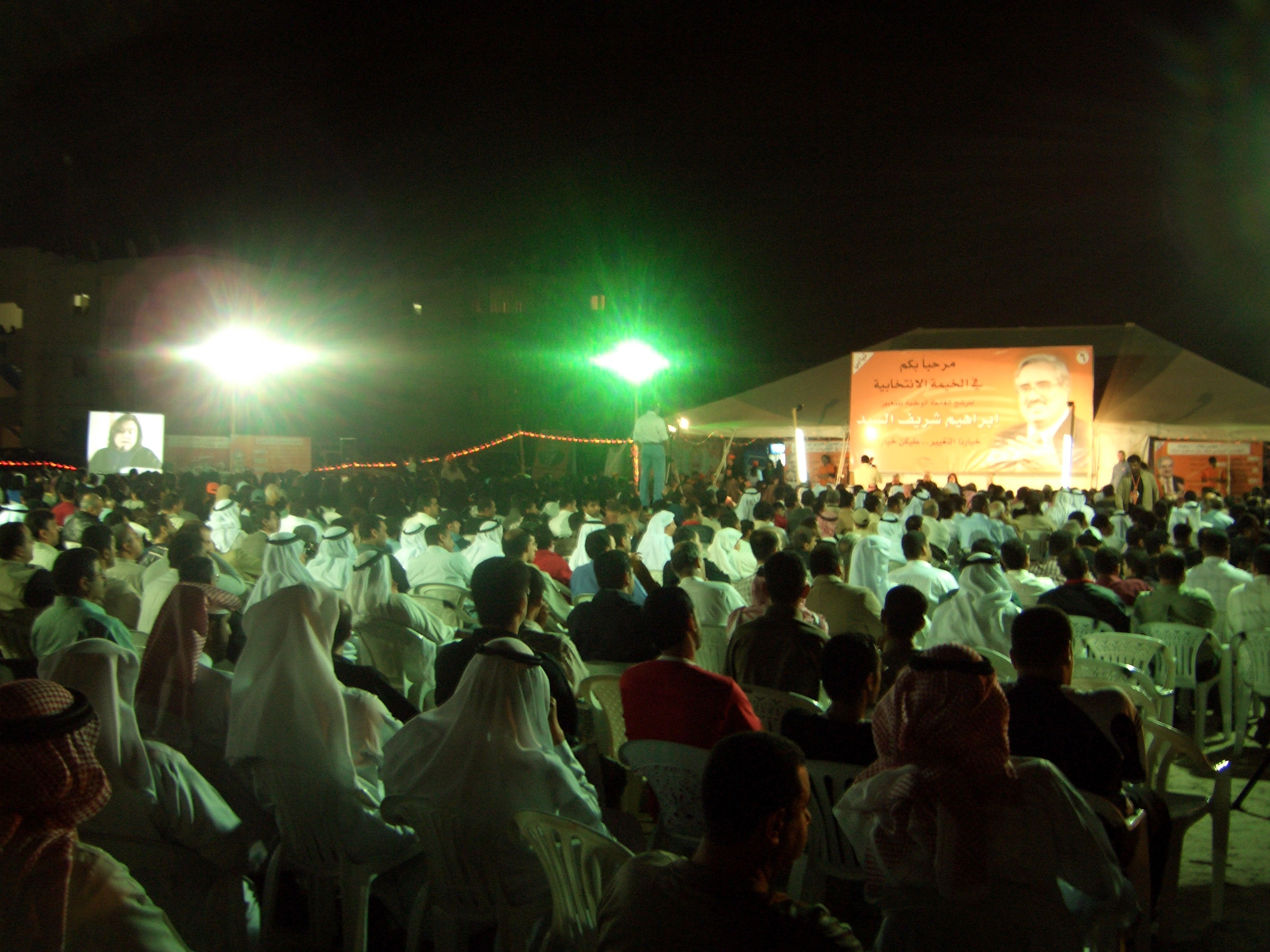
صورة من عام 2006 تُظهر السياسي البحريني إبراهيم شريف خلال اجتماع انتخابي، ضمن حملته لتعزيز الديمقراطية والإصلاح السياسي كأمين عام لجمعية العمل الوطني الديمقراطي (وعد).

مع دخول الوفاق الساحة السياسية بعد مقاطعة انتخابات 2002 أثار المرشحين المتنافسين الانتباه إلى جدول أعمالهم وخاصة علاقتهم بأعلى هيئة دينية شيعية في البحرين المجلس العلمائي. ادعى العديد من المرشحين أنهم كانوا يجبرون على الانسحاب بما في ذلك جاسم عبد العال من كتلة الاقتصاديون من قبل رجال الدين المؤثرين الذين وجهوا في تجمعاتهم الناخبين على انتخاب أعضاء جمعية الوفاق الموصوفين بالقائمة الإيمانية.
جمعية العمل الإسلامي الشيعية المقربة من التيار الشيرازي كانت الأكثر انتقادا للمجلس العلمائي حينما صرح رئيسها الشيخ محمد علي محفوظ قائلا: «ينبغي للمجلس العلمائي أن لا يملي على الناس مرشحيهم وينبغي أن يسمح لهم باختيار المرشح الأكفأ حسب وجهة نظرهم الشخصية وبأنهم يريدون تحويل المجلس إلى مظلة حزبية. نحن في كثير من الأحيان نلوم الحكومة على تعيين 40 عضوا في مجلس الشورى ولكن نحن نفعل نفس الشيء باختطاف حق الشعب في خياراتهم بأنفسهم».
الوفاق بدورها نفت ترهيب المعارضين. زعيمها الشيخ علي سلمان قال في مؤتمر صحفي «دعونا نوضح لتلك الحملات ضدنا بأننا نحترم منافسينا أيا كانوا وسوف نفعل أي شيء لإلحاق الأذى بهم».
حملة الوفاق تركزت على رفع مستوى الأسر ذات الدخل المنخفض حيث تحدث مرشح الحزب الدكتور جاسم حسين رئيس قسم الأبحاث الاقتصادية بجامعة البحرين قائلا: «الناس اليوم يدفعون فواتير إيجار المساكن والكهرباء والهاتف والانترنت والماء بالإضافة إلى رسوم أخرى. يتوجب عليهم أيضا شراء الطعام والملابس ودفع أقساط السيارة وحتى الترفيه. ولكن هذا أمر مستحيل لأن رواتبهم ليست كافية». وقال الدكتور حسين أن التعقيدات الحكومية هي المشكلة خاصة بعد تقرير التنمية البشرية الأخير للأمم المتحدة لعام 2006 حيث تحتل البحرين المركز 39 من بين 177 دولة والمرتبة الثانية بعد الكويت في العالم العربي. وقال الدكتور حسين أن البلاد يمكن أن تكون أفضل في المستقبل: «إن الحكومة يجب أن تعطي المزيد من المال على التعليم والتدريب بدلا من الدفاع والشرطة نحن لا نقول أن الدفاع والشرطة ليست مهمة لكنها يجب أن توليها اهتمام أقل».
ردت الحكومة على الانتقادات على الرعاية الاجتماعية من خلال الإعلان عن أنه سوف يتم وضع تشريعات بحيث تصبح البحرين أول دولة عربية تقدم إعانات للعاطلين عن العمل. وفقا للخبير الاقتصادي علاء اليوسف فإن البحرين لديها معدل البطالة يبلغ 15٪ أغلبهم من النساء. تم تفسير إعلان الحكومة بأنها خطوة استباقية لتحرك متوقع من البرلمان الجديد لوضع تشريع إعانات العاطلين عن العمل والتي من شأنها أن تسمح للنواب بالمطالبة بالفضل. تشريع إعانات العاطلين عن العمل لم يكن من أهداف بقية المترشحين حيث صرح مرشح كتلة الاقتصاديين عباس عياد من مدينة حمد بأن هذه الخطوة تدل على نهج الحكومة في الإقرار بوجود مشاكل بعد حدوثها ولكن فشلوا في اتخاذ تدابير وقائية لوقفها في المقام الأول. بدلا من ذلك دعا عياد لزيادة الاستثمار في التدريب والتعليم للعاملين البحرينيين قائلا: «تدريبهم والاستغناء عن العمالة الوافدة ونرى ما إذا كان بإمكانهم القيام بعملهم أم لا».
وقد صرح الوفاق والأطراف الثلاثة الأخرى التي قاطعت انتخابات عام 2002 أنها سوف تستغل وجودهم في برلمان 2006 للقيام بحملة لجعل المجلس الوطني يتكون من غرفة واحدة وذهب الوفاق أبعد من ذلك والتزمت بإصلاح القضاء. الوفاق يريد مجلس قضاء أعلى منتخب من قبل جميع القضاة في البلاد بدلا من تعيينه من قبل رئيس مجلس الإدارة العليا لها وهو الملك حمد. اقترح مرشح الوفاق حيدر الستري أن الرئيس المنتخب للمجلس ينبغي أن يكون مستقلا لكي لا يتأثر بالمجلس الوطني أو الحكومة قائلا: «البحرين دولة نامية وأيضا النظام القضائي الذي نأمل أن يكون مستقل تماما».
رئيس البرلمان المنتهية ولايته خليفة الظهراني فاز في التحدي القوي في دائرته الانتخابية في الرفاع على الشيخ سلمان بن صقر آل خليفة عضو أسرة آل خليفة والصحفي مع صحيفة الوسط. وقال الشيخ سلمان بأن عضو العائلة الحاكمة كان يأمل بالمشاركة في الانتخابات بتحفيز أعضاء آخرين من الأسر الحاكمة في دول الخليج العربي بخوض الانتخابات الوطنية و«انهاء تقليد بعدم العمل في القطاعات العامة».
الظهراني الذي يدعمونه الإسلاميين السنة لديه تحد آخر في البقاء رئيسا لمجلس النواب بعد أن انتقد أدائه السابق لفشله في السيطرة على النواب الإسلاميين المتشددين أثناء المناقشات. زعيم جمعية الوفاق علي سلمان فكر في ترشيح نفسه لانتخابات منصب رئيس مجلس النواب.
كان أعضاء جمعية الوفاق ماهرون في كيفية انتقاد الحكومة حيث استغل علي سلمان المناظرة التلفزيونية على تلفزيون البحرين باتهام الحكومة بأنها كسولة وفشلت في الوفاء بالتزاماتها في مجال التعليم والتوظيف. هذا هو الموضوع الرئيسي الذي يواصل فيه أعضاء جمعية الوفاق الحديث عنه في مناقشات مجلسي النواب حيث قال سلمان: «إذا وجدنا التعاون اللازم [من الحكومة] فنحن سنكون إيجابيون للغاية. ولكن إذا وجدنا أن الحكومة أو أحد وزرائها يماطل في تحقيق مصالح الناس فإننا سوف نحملهم كامل المسؤولية».

## المرشحات النساء
هناك عدد كبير من النساء المرشحات يخضن الانتخابات ولكن لم تفز إلا واحدة وهي لطيفة القعود بعدما انسحب المرشحان الآخران وبالتالي أصبحت أول امرأة منتخبة في مجلس نواب في الخليج العربي. واتهم منتقدو الحكومة هندسة فوزها بترشحها عن مناطق نائية مثل عسكر وجو وجزر حوار مستبعدين فوز أي امرأة بالانتخاب.
واجهت العديد من المرشحات حملة منظمة ضدهن من خلال الرسائل النصية تطالبهم بالانسحاب وقد تم حرق مقر حملة إحدى المرشحات بالفعل. انتقدت المنظمات النسائية بشدة لعدم القيام بما يكفي لدعم المرشحات. علقت الكاتبة الليبرالية سوسن الشاعر قائلة: "لقد رأينا كبار رجال الأعمال والمفكرين الليبراليين وعلماء الدين الأجانب الانتقال من خيمة إلى أخرى للتفاعل مع الناخبين أو إلقاء المحاضرات ولكن لم نر أي منظمة نسائية تفعل أو تقول شيئا طوال هذا الشهر. كانت لدينا توقعات عالية لأن الانتخابات هي فرصة ذهبية للنساء لتسليط الضوء على برامجها وطموحاتها ولكن بدلا من ذلك نحن نرى أن الجمعيات النسائية قد تقوقعت في صدفتها.
الناشطة في المجلس الأعلى للمرأة والمؤلفة المشاركة في تقرير التنمية الإنسانية العربية الدكتور منيرة فخرو كانت مرشحة جمعية العمل الوطني الديمقراطي اليسارية في مدينة عيسى. وكانت جمعية العمل الوطني الديمقراطي مع كتلة الوحدة الوطنية اليساريتان الجمعيتين الوحيدتين اللتين تدعمان مرشحات إناث. ومع ذلك فقد ذكرت جميع الأطراف باستثناء جمعية الأصالة الإسلامية السلفية علنا أنها لا تعترض على انتخاب النساء. وقالت الأصالة من جانبها أن موقفها صادق ويدل على أن منافسيها منافقين.

## الجدال

### اللقاء السياسي الاقتصادي
شهدت هيمنة الأحزاب الدينية على السياسة مخاوف مجتمع الأعمال الذي سيتم تهميش صوتهم. وصور جدول أعمال كل من الوفاق والإسلاميين السنة من قبل المعارضين باسم الدولتية في حين أن هناك مخاوف من أن الحكومة قد تميل لشراء ذمم المعارضين في مجلس النواب من خلال المحسوبية التقليدية من خلال توفير الوظائف لمؤيديهم في الوزارات والهيئات والمؤسسات الحكومية وبالتالي زيادة البطالة المقنعة في القطاع العام. ومن المفارقات بأن ممثلي قطاع الأعمال الليبراليون ومكافحو الطائفية يميلون الاتفاق مع الجمعيات اليسارية مثل جمعية العمل الوطني الديمقراطي. ربما رمزيا لأن زعيم جمعية التجمع الوطني الديمقراطي إبراهيم شريف مصرفي سابق. ومع ذلك فإن أداء الأعضاء اليساريين والليبراليين سيئ في استطلاعات الرأي وقد حثت مجموعات الأعمال بعدم دعم أحزاب معينة ولكن الضغط على النواب بعد الانتخابات للتأكد من أنهم يتفهمون مخاوف الشركات ".

### تدخل السيستاني
نصح العالم الشيعي البارز علي الحسيني السيستاني الشيعة البحرينيين بالمشاركة في الانتخابات في خطوة مماثلة لفتوى في عام 2002 تلقاها زعيم السلفية عادل المعاودة من قبل السلطات الدينية السنية في المملكة العربية السعودية التي سمحت له ولغيره السنة في التصويت والترشح في الانتخابات.
ودعا عالم الدين الشيعي الشيخ عيسى قاسم الناخبين للمشاركة. وأضاف: «مقاطعة الانتخابات ستكون خطأ فادحا» وقال أن الفتوى من المؤسسة الشيعية. وفقا لاستطلاع للرأي في صحيفة الوسط وفإن ما نسبته 1.9٪ من الناخبين مازالوا يدعون لمقاطعة الانتخابات أبرزهم من السلفيين وحركة حق. ولذلك توقعت الوسط زيادة عالية في نسبة المشاركة مقارنة بمشاركة 53% في انتخابات 2002.

### تنظيم القاعدة يشتبه في خوضه الانتخابات
واجه العديد من المرشحين تهمة الارتباط بالإرهاب الدولي. في معركة مريرة في الرفاع تحدى محيي الدين محمود التي تدعي الحكومة علاقته بتنظيم القاعدة السلفي المتطرف جاسم السعيدي. قال محيي الدين أن أصل الإدعاءات يعود إلى دوره في تجنيد المتطوعين للقتال ضد الاحتلال السوفيتي لأفغانستان ولكن بدلا من تقويض حملته فإن هذا الأمر ساعده على زيادة شعبيته الدائرة المحافظة.
المرشح البلدي محيي الدين خان (الذي تدعمه حركة العدالة الوطنية) قضى معظم الحملة الانتخابية في الدفاع عن نفسه في محكمة بحرينية بتهمة التخطيط لهجمات إرهابية. خان جنبا إلى جنب مع ثلاثة أعضاء آخرين من الخلية المزعومة وجدته غير مذنب في 20 نوفمبر 2006 قبل أقل من خمسة أيام من الانتخابات. بعد صدور الحكم أعلن خان أنه سيقاضي الحكومة البحرينية بتعويضه 700 ألف دينار بحريني (1.8 مليون دولار أمريكي) عن مضايقته.
بالنسبة إلى الشيعة فإن جمعية العمل الإسلامي تعتبر وريثة المجموعة التي خططت لانقلاب في البحرين في 1981 حيث عاد قادة الحزب فقط للحياة العامة بعد أن عادوا من المنفى أو أطلق سراحهم من السجن في عام 2001.

### أخرى
بدأت الحملة السياسية في ظروف مثيرة للجدل في سبتمبر 2006 مع فضيحة تقرير البندر التي تزعم أن منظمة سرية لمسؤولين حكوميين كانوا يخططون لتزوير الانتخابات لتهميش الطائفة الشيعية. وبموجب الخطة وضعت منظمة سرية مزعومة صندوقا لتمويل المرشحين المتعاطفين مع الحكومة مع مبالغ تصل إلى مئات الدنانير من أجل تقليل عدد المقاعد التي فازت بها الوفاق. مؤامرة أحدثت أزمة بين الملك حمد وقادة الأحزاب السياسية في البحرين فضلا عن كبار رجال الدين مثل الشيخ عيسى قاسم. بعد تأكيدات من الملك أعلنت جماعات المعارضة أنها ستواصل المشاركة في الانتخابات.
وفي وقت لاحق رصد استطلاع للجمعية البحرينية للشفافية تسجيل 79 انتهاكا تتراوح من لافتات كبيرة الحجم لافتات في غير محلها وهجوم على سيرة المرشحين ونشر الأكاذيب والشائعات ونداءات ضد المرأة واستخدام المساجد لتشجيع المرشحين. وقد سعى خصوم المرشحة اليسارية البارزة الدكتورة منيرة فخرو لاستخدام الرسائل النصية في محاولة لتصويرها بأنها معادية للدين وأنها تتلقى الدعم من قبل الحكومة وجمعية الوفاق ولفت الانتباه إلى ثروتها الشخصية. نفت الدكتورة فخرو الهجمات قائلة: «إن القول أن الذي يحس بالفقراء هو الشخص الفقير فقط هو أمر مثير للسخرية وغير منطقي».
العضو الوحيد من العائلة المالكة الذي خاض الانتخابات الشيخ سلمان بن صقر آل خليفة زعم أن خصمه في الرفاع خليفة الظهراني لديه دعم من قبيلة كويتية التي لا ينبغي أن يسمح لهم بالتصويت بموجب القواعد الانتخابية ولكن سيدلون بأصواتهم للظهراني.
وقد قادت حركة حق دعوة لمقاطعة انتخابات 2006 بحجة أنها غير دستورية وفقا للدستور عام 1976 حيث تم ترسيم الدوائر الانتخابية بشكل كبير لصالح رغبات العائلة المالكة آل خليفة وكتلة المجنتسين السياسيين غير القانونيين.
في 16 نوفمبر 2006 اعتقل اثنين من نشطاء حركة حق وهما الدكتور محمد سعيد وحسين عبد الرازق الحبشي من قبل الشرطة البحرينية لتوزيع مواد تحث البحرينيين على مقاطعة الانتخابات في 25 نوفمبر.

## استطلاعات الرأي
وفقا لصحيفة غلف نيوز التي يقع مقرها في دبي:
ومع ذلك فإن فوز المعارضة سينشر الخوف على دولة مفتوحة الذهن ومتعددة الثقافات وقد يوجه ضربة كبيرة للتيار الليبرالي في البلاد.
والإسلاميون بقيادة أكبر جمعية سياسية في البحرين الوفاق قادمون للحلول مكان الليبراليون.
وقال عبدالله المدني عن خشية النخبة الليبرالية من البرلمان القادم قائلا: "سوف تحد الحريات الشخصية في بلد يعتبر أسلوب الحياة الغربية هو أسلوب حياتهم المعتاد.
وهناك مخاوف أيضا من هيمنة البرلمان من قبل الجمعيتين الإسلاميتين الرئيسيتين في البلاد وهما الوفاق والأصالة في تشجيع الطائفية. السياسي السلفي البارز الشيخ عادل المعاودة سعى إلى تقليل المخاوف ورحب باحتمال العمل مع الوفاق والإسلاميين الشيعة الآخرين ورؤية الفرص المتاحة للتعاون قائلا: «إنني أفضل نواب إسلاميين من الطائفتين السنية والشيعية بدلا من النواب الليبراليين الذين لا يتمسكون بالقيم الإسلامية».
وقد سعى مسؤولون حكوميون إلى التقليل من شأن مخاوف من أن انتصار الإسلاميين سيكون له آثار سلبية على الحريات الشخصية في المملكة. وقالت المتحدثة باسم الحكومة عهدية أحمد أن العديد من الإسلاميين الممثلين في مجلس النواب السابق لم يتمكنوا من تمرير تشريعات لإلغاء الخلط في جامعة البحرين أو إدخال الشرطة الدينية ولا كان الإسلاميين الشيعة والسنة يعملون معا في المجالس البلدية لاستهداف حقوق الناس.
وفترة قصيرة من حديث عهدية أعلن النائب النيابي الوفاقي الجديد السيد عبد الله العالي أنه يرغب في تشريع قانون يقلاص فرص العمل للنساء وتفضيل الذكور عليهم. في حين أن رد فعل الحكومة على فوز الإسلاميين كان منع بيع الكحول في المناطق السكنية.

## نتائج الانتخابات النيابية

### محافظة العاصمة
| الاسم              | عدد الأصوات الجولة الأولى | النسبة المئوية الجولة الأولى | عدد الأصوات الجولة الثانية | النسبة المئوية الجولة الثانية |
| ------------------ | ------------------------- | ---------------------------- | -------------------------- | ----------------------------- |
| عادل العسومي       | 2383                      | 68.62%                       |                            |                               |
| سعدي محمد عبد الله | 1090                      | 31.38%                       |                            |                               |

| الاسم              | عدد الأصوات الجولة الأولى | النسبة المئوية الجولة الأولى | عدد الأصوات الجولة الثانية | النسبة المئوية الجولة الثانية |
| ------------------ | ------------------------- | ---------------------------- | -------------------------- | ----------------------------- |
| خليل المرزوق       | 2536                      | 54.16%                       |                            |                               |
| جميلة السماك       | 140                       | 2.99%                        |                            |                               |
| عيسى بن رجب        | 567                       | 12.11%                       |                            |                               |
| سمير الحداد        | 163                       | 3.48%                        |                            |                               |
| علي العريض         | 28                        | 0.60%                        |                            |                               |
| عبد العزيز الغتم   | 135                       | 2.88%                        |                            |                               |
| رياض ضيف           | 42                        | 0.90%                        |                            |                               |
| محمد العرادي       | 23                        | 0.49%                        |                            |                               |
| خليل سوار          | 36                        | 0.77%                        |                            |                               |
| السيد ماجد الموسوي | 12                        | 0.26%                        |                            |                               |
| أحمد قراطة         | 631                       | 13.48%                       |                            |                               |
| عدنان الحلواجي     | 194                       | 4.14%                        |                            |                               |
| مصطفى العوضي       | 175                       | 3.74%                        |                            |                               |

| الاسم              | عدد الأصوات الجولة الأولى | النسبة المئوية الجولة الأولى | عدد الأصوات الجولة الثانية | النسبة المئوية الجولة الثانية |
| ------------------ | ------------------------- | ---------------------------- | -------------------------- | ----------------------------- |
| جاسم المؤمن        | 2022                      | 58.25%                       |                            |                               |
| إبراهيم كمال الدين | 488                       | 14.06%                       |                            |                               |
| أحمد الماضي        | 43                        | 1.24%                        |                            |                               |
| رضوان الموسوي      | 564                       | 16.25%                       |                            |                               |
| السيد هادي الموسوي | 0                         | 0%                           |                            |                               |
| علي رشدان          | 354                       | 10.20%                       |                            |                               |
| أحمد السكري        | 0                         | 0%                           |                            |                               |

| الاسم            | عدد الأصوات الجولة الأولى | النسبة المئوية الجولة الأولى | عدد الأصوات الجولة الثانية | النسبة المئوية الجولة الثانية |
| ---------------- | ------------------------- | ---------------------------- | -------------------------- | ----------------------------- |
| عبد الجليل خليل  | 4548                      | 89.26%                       |                            |                               |
| عبد الهادي مرهون | 355                       | 6.97%                        |                            |                               |
| أمينة عباس       | 43                        | 0.84%                        |                            |                               |
| علوي الكامل      | 59                        | 1.16%                        |                            |                               |
| محمد علي         | 62                        | 1.22%                        |                            |                               |
| السيد علي العلوي | 28                        | 0.55%                        |                            |                               |

| الاسم            | عدد الأصوات الجولة الأولى | النسبة المئوية الجولة الأولى | عدد الأصوات الجولة الثانية | النسبة المئوية الجولة الثانية |
| ---------------- | ------------------------- | ---------------------------- | -------------------------- | ----------------------------- |
| محمد مزعل        | 1426                      | 53.95%                       |                            |                               |
| علي حسين         | 106                       | 3.91%                        |                            |                               |
| حسن بوخماس       | 595                       | 21.96%                       |                            |                               |
| شهزلان عبد الحسن | 155                       | 5.72%                        |                            |                               |
| يوسف مرهون       | 3                         | 0.11%                        |                            |                               |
| جمعة الجفيري     | 389                       | 14.35%                       |                            |                               |

| الاسم             | عدد الأصوات الجولة الأولى | النسبة المئوية الجولة الأولى | عدد الأصوات الجولة الثانية | النسبة المئوية الجولة الثانية |
| ----------------- | ------------------------- | ---------------------------- | -------------------------- | ----------------------------- |
| عبد الرحمن بومجيد | 1112                      | 47.12%                       | 1324                       | 55.65%                        |
| إبراهيم شريف      | 937                       | 39.70%                       | 1055                       | 44.35%                        |
| محمد بوخماس       | 217                       | 9.19%                        |                            |                               |
| شملان الشملان     | 94                        | 3.98%                        |                            |                               |

| الاسم              | عدد الأصوات الجولة الأولى | النسبة المئوية الجولة الأولى | عدد الأصوات الجولة الثانية | النسبة المئوية الجولة الثانية |
| ------------------ | ------------------------- | ---------------------------- | -------------------------- | ----------------------------- |
| عبد العزيز أبل     | 1716                      | 38.53%                       | 2502                       | 63.89%                        |
| عبد الحكيم الشمري  | 1716                      | 38.53%                       | 1414                       | 36.11%                        |
| السيد عدنان العلوي | 31                        | 0.70%                        |                            |                               |
| ضوية العلوي        | 457                       | 10.26%                       |                            |                               |
| أحمد عبد الحسن     | 478                       | 10.73%                       |                            |                               |
| يوسف الهرمي        | 28                        | 0.63%                        |                            |                               |
| محمد الرميحي       | 28                        | 0.63%                        |                            |                               |

| الاسم           | عدد الأصوات الجولة الأولى | النسبة المئوية الجولة الأولى | عدد الأصوات الجولة الثانية | النسبة المئوية الجولة الثانية |
| --------------- | ------------------------- | ---------------------------- | -------------------------- | ----------------------------- |
| سيد جميل كاظم   | 2958                      | 70.56%                       |                            |                               |
| عبد الله العالي | 380                       | 9.06%                        |                            |                               |
| جاسم الستراوي   | 676                       | 16.13%                       |                            |                               |
| صادق المدحوب    | 178                       | 4.25%                        |                            |                               |

### محافظة المحرق
| الاسم         | عدد الأصوات الجولة الأولى | النسبة المئوية الجولة الأولى | عدد الأصوات الجولة الثانية | النسبة المئوية الجولة الثانية |
| ------------- | ------------------------- | ---------------------------- | -------------------------- | ----------------------------- |
| عادل المعاودة | 1700                      | 63.48%                       |                            |                               |
| يحيى مجدمي    | 409                       | 15.27%                       |                            |                               |
| عيسى سيار     | 456                       | 17.03%                       |                            |                               |
| أحمد عاشير    | 0                         | 0%                           |                            |                               |
| نبيل العمران  | 113                       | 4.22%                        |                            |                               |

| الاسم           | عدد الأصوات الجولة الأولى | النسبة المئوية الجولة الأولى | عدد الأصوات الجولة الثانية | النسبة المئوية الجولة الثانية |
| --------------- | ------------------------- | ---------------------------- | -------------------------- | ----------------------------- |
| إبراهيم بوصندل  | 1828                      | 46.99%                       | 2511                       | 70.63%                        |
| صلاح الجودر     | 602                       | 15.48%                       | 1044                       | 29.37%                        |
| بدرية المسلماني | 54                        | 1.39%                        |                            |                               |
| هدى المطاوعة    | 41                        | 1.05%                        |                            |                               |
| أحمد السعيدي    | 576                       | 14.81%                       |                            |                               |
| محمد المناعي    | 522                       | 13.42%                       |                            |                               |
| محمد العثمان    | 267                       | 6.86%                        |                            |                               |

| الاسم     | عدد الأصوات الجولة الأولى | النسبة المئوية الجولة الأولى | عدد الأصوات الجولة الثانية | النسبة المئوية الجولة الثانية |
| --------- | ------------------------- | ---------------------------- | -------------------------- | ----------------------------- |
| علي أحمد  | 1875                      | 55.59%                       |                            |                               |
| محمد فخرو | 1498                      | 44.41%                       |                            |                               |

| الاسم              | عدد الأصوات الجولة الأولى | النسبة المئوية الجولة الأولى | عدد الأصوات الجولة الثانية | النسبة المئوية الجولة الثانية |
| ------------------ | ------------------------- | ---------------------------- | -------------------------- | ----------------------------- |
| عيسى أبوالفتح      | 2793                      | 37.60%                       | 3890                       | 52.75%                        |
| عبد الرحمن النعيمي | 2785                      | 37.49%                       | 3484                       | 47.25%                        |
| أحمد البنعلي       | 1069                      | 14.39%                       |                            |                               |
| زهراء مرادي        | 782                       | 10.53%                       |                            |                               |

| الاسم           | عدد الأصوات الجولة الأولى | النسبة المئوية الجولة الأولى | عدد الأصوات الجولة الثانية | النسبة المئوية الجولة الثانية |
| --------------- | ------------------------- | ---------------------------- | -------------------------- | ----------------------------- |
| سامي قمبر       | 868                       | 22.08%                       | 1811                       | 55.05%                        |
| صلاح الجلاهمة   | 585                       | 14.88%                       | 1479                       | 44.95%                        |
| راشد عبد الرحمن | 509                       | 12.95%                       |                            |                               |
| سمير الكواري    | 20                        | 0.51%                        |                            |                               |
| أيوب علي        | 288                       | 7.32%                        |                            |                               |
| فهد المضحكي     | 50                        | 1.27%                        |                            |                               |
| محمد شويطر      | 490                       | 12.46%                       |                            |                               |
| وحيد الدوسري    | 499                       | 12.69%                       |                            |                               |
| ناجي العربي     | 493                       | 12.54%                       |                            |                               |
| خالد شلتاق      | 52                        | 1.32%                        |                            |                               |

| الاسم           | عدد الأصوات الجولة الأولى | النسبة المئوية الجولة الأولى | عدد الأصوات الجولة الثانية | النسبة المئوية الجولة الثانية |
| --------------- | ------------------------- | ---------------------------- | -------------------------- | ----------------------------- |
| حمزة كاظم       | 4507                      | 90.28%                       |                            |                               |
| عباس المعلم     | 362                       | 7.25%                        |                            |                               |
| السيد علي سلمان | 123                       | 2.46%                        |                            |                               |

| الاسم         | عدد الأصوات الجولة الأولى | النسبة المئوية الجولة الأولى | عدد الأصوات الجولة الثانية | النسبة المئوية الجولة الثانية |
| ------------- | ------------------------- | ---------------------------- | -------------------------- | ----------------------------- |
| ناصر الفضالة  | 3548                      | 42.42%                       | 4983                       | 60.00%                        |
| سامي سيادي    | 2707                      | 32.36%                       | 3322                       | 40.00%                        |
| عثمان الريس   | 627                       | 7.50%                        |                            |                               |
| بدر الحمادي   | 69                        | 0.82%                        |                            |                               |
| عبد الله هاشم | 1340                      | 16.02%                       |                            |                               |
| موزة فزيع     | 73                        | 0.87%                        |                            |                               |

| الاسم          | عدد الأصوات الجولة الأولى | النسبة المئوية الجولة الأولى | عدد الأصوات الجولة الثانية | النسبة المئوية الجولة الثانية |
| -------------- | ------------------------- | ---------------------------- | -------------------------- | ----------------------------- |
| غانم البوعينين | 3065                      | 66.51%                       |                            |                               |
| ثابت الشروقي   | 1543                      | 33.49%                       |                            |                               |
| فرج القاسمي    | 0                         | 0%                           |                            |                               |
| ناجي سبت       | 0                         | 0%                           |                            |                               |

### المحافظة الشمالية
| الاسم        | عدد الأصوات الجولة الأولى | النسبة المئوية الجولة الأولى | عدد الأصوات الجولة الثانية | النسبة المئوية الجولة الثانية |
| ------------ | ------------------------- | ---------------------------- | -------------------------- | ----------------------------- |
| علي سلمان    | 9157                      | 83.73%                       |                            |                               |
| شفيق خلف     | 1615                      | 14.77%                       |                            |                               |
| محمد عليوي   | 127                       | 1.16%                        |                            |                               |
| محمد الزهيري | 37                        | 0.34%                        |                            |                               |

| الاسم          | عدد الأصوات الجولة الأولى | النسبة المئوية الجولة الأولى | عدد الأصوات الجولة الثانية | النسبة المئوية الجولة الثانية |
| -------------- | ------------------------- | ---------------------------- | -------------------------- | ----------------------------- |
| مكي هلال       | 3283                      | 44.97%                       | 3997                       | 57.97%                        |
| ميرزا أحمد     | 2188                      | 29.97%                       | 2898                       | 42.03%                        |
| حسن جعفر       | 120                       | 1.64%                        |                            |                               |
| جاسم الموالي   | 0                         | 0%                           |                            |                               |
| محمد معيوف     | 1709                      | 23.41%                       |                            |                               |
| عبد الغني سباح | 0                         | 0%                           |                            |                               |
| يوسف أحمد      | 0                         | 0%                           |                            |                               |

| الاسم              | عدد الأصوات الجولة الأولى | النسبة المئوية الجولة الأولى | عدد الأصوات الجولة الثانية | النسبة المئوية الجولة الثانية |
| ------------------ | ------------------------- | ---------------------------- | -------------------------- | ----------------------------- |
| عبد الحسين المتغوي | 6507                      | 81.72%                       |                            |                               |
| علي الأيوبي        | 317                       | 3.98%                        |                            |                               |
| يوسف عبد الله      | 0                         | 0%                           |                            |                               |
| محمد كاظم          | 90                        | 1.13%                        |                            |                               |
| تقي الزيرة         | 1049                      | 13.17%                       |                            |                               |

| الاسم             | عدد الأصوات الجولة الأولى | النسبة المئوية الجولة الأولى | عدد الأصوات الجولة الثانية | النسبة المئوية الجولة الثانية |
| ----------------- | ------------------------- | ---------------------------- | -------------------------- | ----------------------------- |
| حسن الدوسري       | 991                       | 42.13%                       | 1236                       | 56.75%                        |
| عبد العزيز الموسى | 690                       | 29.34%                       | 942                        | 43.25%                        |
| محمد المرزوقي     | 454                       | 19.30%                       |                            |                               |
| محمد الدوسري      | 217                       | 9.23%                        |                            |                               |

| الاسم               | عدد الأصوات الجولة الأولى | النسبة المئوية الجولة الأولى | عدد الأصوات الجولة الثانية | النسبة المئوية الجولة الثانية |
| ------------------- | ------------------------- | ---------------------------- | -------------------------- | ----------------------------- |
| محمد الجمري         | 4613                      | 79.93%                       |                            |                               |
| السيد عمران علي     | 90                        | 1.56%                        |                            |                               |
| فاطمة علي           | 161                       | 2.79%                        |                            |                               |
| خلف حجير            | 455                       | 7.88%                        |                            |                               |
| أحمد عبدالرحيم      | 172                       | 2.98%                        |                            |                               |
| عباس حسن            | 232                       | 4.02%                        |                            |                               |
| السيد سلمان المحفوظ | 0                         | 0%                           |                            |                               |
| جعفر آل ضيف         | 48                        | 0.83%                        |                            |                               |

| الاسم        | عدد الأصوات الجولة الأولى | النسبة المئوية الجولة الأولى | عدد الأصوات الجولة الثانية | النسبة المئوية الجولة الثانية |
| ------------ | ------------------------- | ---------------------------- | -------------------------- | ----------------------------- |
| محمد خالد    | 4970                      | 53.79%                       |                            |                               |
| أنور يوسف    | 2777                      | 37.63%                       |                            |                               |
| عباس عياد    | 96                        | 1.30%                        |                            |                               |
| محمد الدوسري | 175                       | 2.37%                        |                            |                               |
| إرشيد مناحي  | 56                        | 0.76%                        |                            |                               |
| أحمد سلمان   | 306                       | 4.15%                        |                            |                               |

| الاسم             | عدد الأصوات الجولة الأولى | النسبة المئوية الجولة الأولى | عدد الأصوات الجولة الثانية | النسبة المئوية الجولة الثانية |
| ----------------- | ------------------------- | ---------------------------- | -------------------------- | ----------------------------- |
| جاسم حسين         | 5058                      | 65.28%                       |                            |                               |
| علي أحمد          | 34                        | 0.44%                        |                            |                               |
| يوسف زينل         | 1051                      | 13.56%                       |                            |                               |
| فتحية حسين        | 61                        | 0.79%                        |                            |                               |
| عبد الله آل محمود | 683                       | 8.82%                        |                            |                               |
| حنان الكواري      | 512                       | 6.61%                        |                            |                               |
| خلف العنزي        | 131                       | 1.69%                        |                            |                               |
| محمد إسماعيل      | 218                       | 2.81%                        |                            |                               |

| الاسم           | عدد الأصوات الجولة الأولى | النسبة المئوية الجولة الأولى | عدد الأصوات الجولة الثانية | النسبة المئوية الجولة الثانية |
| --------------- | ------------------------- | ---------------------------- | -------------------------- | ----------------------------- |
| جواد فيروز      | 5418                      | 57.44%                       |                            |                               |
| جمال داود       | 3569                      | 37.84%                       |                            |                               |
| عبد الهادي خمدن | 334                       | 3.54%                        |                            |                               |
| خالد الحسن      | 112                       | 1.19%                        |                            |                               |

| الاسم             | عدد الأصوات الجولة الأولى | النسبة المئوية الجولة الأولى | عدد الأصوات الجولة الثانية | النسبة المئوية الجولة الثانية |
| ----------------- | ------------------------- | ---------------------------- | -------------------------- | ----------------------------- |
| حسن سلطان         | 7278                      | 77.38%                       |                            |                               |
| جاسم عبد العال    | 1346                      | 14.31%                       |                            |                               |
| علي فردان         | 0                         | 0%                           |                            |                               |
| عبد الحسين آل ضيف | 781                       | 8.30%                        |                            |                               |

### المحافظة الوسطى
| الاسم             | عدد الأصوات الجولة الأولى | النسبة المئوية الجولة الأولى | عدد الأصوات الجولة الثانية | النسبة المئوية الجولة الثانية |
| ----------------- | ------------------------- | ---------------------------- | -------------------------- | ----------------------------- |
| جلال فيروز        | 7203                      | 77.17%                       |                            |                               |
| أمل الجودر        | 1529                      | 16.38%                       |                            |                               |
| موسى الأنصاري     | 34                        | 0.36%                        |                            |                               |
| مصطفى العلوي      | 102                       | 1.09%                        |                            |                               |
| علي العربي        | 41                        | 0.44%                        |                            |                               |
| إبراهيم أحمد[ ؟ ] | 0                         | 0%                           |                            |                               |
| عيسى رشدان        | 391                       | 4.19%                        |                            |                               |
| عبد علي الغسرة    | 34                        | 0.36%                        |                            |                               |

| الاسم                 | عدد الأصوات الجولة الأولى | النسبة المئوية الجولة الأولى | عدد الأصوات الجولة الثانية | النسبة المئوية الجولة الثانية |
| --------------------- | ------------------------- | ---------------------------- | -------------------------- | ----------------------------- |
| السيد عبد الله العالي | 5779                      | 67.07%                       |                            |                               |
| عبد النبي سلمان       | 2396                      | 27.81%                       |                            |                               |
| عبد الجليل سلمان      | 49                        | 0.57%                        |                            |                               |
| إبراهيم الدعيسي       | 393                       | 4.56%                        |                            |                               |

| الاسم          | عدد الأصوات الجولة الأولى | النسبة المئوية الجولة الأولى | عدد الأصوات الجولة الثانية | النسبة المئوية الجولة الثانية |
| -------------- | ------------------------- | ---------------------------- | -------------------------- | ----------------------------- |
| إبراهيم الحادي | 2348                      | 50.53%                       | 3241                       | 62.31%                        |
| مهدي أبو ديب   | 1530                      | 32.92%                       | 1960                       | 37.69%                        |
| يوسف نجم       | 24                        | 0.52%                        |                            |                               |
| أسامة الدلال   | 28                        | 0.60%                        |                            |                               |
| فريد غازي      | 381                       | 8.20%                        |                            |                               |
| علي صالح       | 336                       | 7.23%                        |                            |                               |

| الاسم       | عدد الأصوات الجولة الأولى | النسبة المئوية الجولة الأولى | عدد الأصوات الجولة الثانية | النسبة المئوية الجولة الثانية |
| ----------- | ------------------------- | ---------------------------- | -------------------------- | ----------------------------- |
| صلاح علي    | 4066                      | 53.64%                       |                            |                               |
| حمد الهرمي  | 79                        | 1.04%                        |                            |                               |
| منيرة فخرو  | 3160                      | 41.69%                       |                            |                               |
| خالد بوهزاع | 29                        | 0.38%                        |                            |                               |
| عيسى مكلي   | 37                        | 0.49%                        |                            |                               |
| ماجد ناصر   | 17                        | 0.22%                        |                            |                               |
| صلاح عبيد   | 130                       | 1.72%                        |                            |                               |
| أحمد عرفة   | 20                        | 0.26%                        |                            |                               |
| حسين بن رجب | 42                        | 0.55%                        |                            |                               |

| الاسم        | عدد الأصوات الجولة الأولى | النسبة المئوية الجولة الأولى | عدد الأصوات الجولة الثانية | النسبة المئوية الجولة الثانية |
| ------------ | ------------------------- | ---------------------------- | -------------------------- | ----------------------------- |
| عبد علي محمد | 4384                      | 62.31%                       |                            |                               |
| حسين مهدي    | 413                       | 5.87%                        |                            |                               |
| أحمد حسين    | 873                       | 12.41%                       |                            |                               |
| درباس سلمان  | 41                        | 0.58%                        |                            |                               |
| عدنان محمد   | 18                        | 0.26%                        |                            |                               |
| مجيد العصفور | 148                       | 2.10%                        |                            |                               |
| حسين المغني  | 1159                      | 16.47%                       |                            |                               |

| الاسم          | عدد الأصوات الجولة الأولى | النسبة المئوية الجولة الأولى | عدد الأصوات الجولة الثانية | النسبة المئوية الجولة الثانية |
| -------------- | ------------------------- | ---------------------------- | -------------------------- | ----------------------------- |
| السيد حيدر حسن | 6476                      | 91.87%                       |                            |                               |
| محمد آل عباس   | 542                       | 7.69%                        |                            |                               |
| علي أحمد       | 31                        | 0.44%                        |                            |                               |

| الاسم            | عدد الأصوات الجولة الأولى | النسبة المئوية الجولة الأولى | عدد الأصوات الجولة الثانية | النسبة المئوية الجولة الثانية |
| ---------------- | ------------------------- | ---------------------------- | -------------------------- | ----------------------------- |
| عبد الحليم مراد  | 2915                      | 51.78%                       |                            |                               |
| علي محمد         | 1525                      | 27.09%                       |                            |                               |
| صفية بوعلاي      | 172                       | 3.06%                        |                            |                               |
| عارف الجسمي      | 174                       | 3.09%                        |                            |                               |
| عارف العمر       | 317                       | 5.63%                        |                            |                               |
| عبد الله السكران | 79                        | 1.40%                        |                            |                               |
| مبارك بحر        | 78                        | 1.39%                        |                            |                               |
| ناصر القلاف      | 238                       | 4.23%                        |                            |                               |
| علي السعيد       | 100                       | 1.78%                        |                            |                               |
| أحمد الأحمد      | 32                        | 0.57%                        |                            |                               |

| الاسم            | عدد الأصوات الجولة الأولى | النسبة المئوية الجولة الأولى | عدد الأصوات الجولة الثانية | النسبة المئوية الجولة الثانية |
| ---------------- | ------------------------- | ---------------------------- | -------------------------- | ----------------------------- |
| عبد اللطيف الشيخ | 4344                      | 56.40%                       |                            |                               |
| باسم المحميد     | 350                       | 4.54%                        |                            |                               |
| فوزية زينل       | 2598                      | 33.73%                       |                            |                               |
| جاسم العصفور     | 145                       | 1.88%                        |                            |                               |
| محمد آل سعيد     | 265                       | 3.44%                        |                            |                               |

| الاسم                 | عدد الأصوات الجولة الأولى | النسبة المئوية الجولة الأولى | عدد الأصوات الجولة الثانية | النسبة المئوية الجولة الثانية |
| --------------------- | ------------------------- | ---------------------------- | -------------------------- | ----------------------------- |
| خليفة الظهراني        | 3890                      | 70.34%                       |                            |                               |
| سلمان بن صقر آل خليفة | 918                       | 16.60%                       |                            |                               |
| خالد المهزع           | 219                       | 3.96%                        |                            |                               |
| حسن المير             | 503                       | 9.10%                        |                            |                               |
| عادل الدوسري          | 0                         | 0%                           |                            |                               |

### المحافظة الجنوبية
| الاسم          | عدد الأصوات الجولة الأولى | النسبة المئوية الجولة الأولى | عدد الأصوات الجولة الثانية | النسبة المئوية الجولة الثانية |
| -------------- | ------------------------- | ---------------------------- | -------------------------- | ----------------------------- |
| جاسم السعيدي   | 2757                      | 70.90%                       |                            |                               |
| مريم الرويعي   | 534                       | 13.70%                       |                            |                               |
| محي الدين خان  | 551                       | 14.20%                       |                            |                               |
| محمد البوعينين | 47                        | 1.20%                        |                            |                               |

| الاسم         | عدد الأصوات الجولة الأولى | النسبة المئوية الجولة الأولى | عدد الأصوات الجولة الثانية | النسبة المئوية الجولة الثانية |
| ------------- | ------------------------- | ---------------------------- | -------------------------- | ----------------------------- |
| حمد المهندي   | 1276                      | 53.80%                       |                            |                               |
| عبد الله حويل | 749                       | 31.60%                       |                            |                               |
| سعد النعيمي   | 200                       | 8.40%                        |                            |                               |
| سهام الشيخ    | 142                       | 6.00%                        |                            |                               |
| عيسى حربي     | 4                         | 0.20%                        |                            |                               |

| الاسم               | عدد الأصوات الجولة الأولى | النسبة المئوية الجولة الأولى | عدد الأصوات الجولة الثانية | النسبة المئوية الجولة الثانية |
| ------------------- | ------------------------- | ---------------------------- | -------------------------- | ----------------------------- |
| سامي البحيري        | 505                       | 26.50%                       | 1166                       | 53.44%                        |
| عبد الحافظ المبيضين | 505                       | 26.50%                       | 1016                       | 46.5563%                      |
| ناصر الغرير         | 475                       | 24.90%                       |                            |                               |
| عواد الصالح         | 88                        | 4.60%                        |                            |                               |
| رشيد العنزي         | 54                        | 2.80%                        |                            |                               |
| محسن العلي          | 78                        | 4.10%                        |                            |                               |
| عادل حسين           | 204                       | 10.70%                       |                            |                               |

| الاسم            | عدد الأصوات الجولة الأولى | النسبة المئوية الجولة الأولى | عدد الأصوات الجولة الثانية | النسبة المئوية الجولة الثانية |
| ---------------- | ------------------------- | ---------------------------- | -------------------------- | ----------------------------- |
| عبد الله الدوسري | 656                       | 62.90%                       |                            |                               |
| ناصر الزعبي      | 387                       | 37.10%                       |                            |                               |

| الاسم          | عدد الأصوات الجولة الأولى | النسبة المئوية الجولة الأولى | عدد الأصوات الجولة الثانية | النسبة المئوية الجولة الثانية |
| -------------- | ------------------------- | ---------------------------- | -------------------------- | ----------------------------- |
| خميس الرميحي   | 352                       | 45.50%                       | 423                        | 52.29%                        |
| سند الفضالة    | 201                       | 26.00%                       | 386                        | 47.10%                        |
| محمد الكعبي    | 125                       | 16.20%                       |                            |                               |
| أحمد البوعينين | 95                        | 12.30%                       |                            |                               |

| الاسم        | عدد الأصوات الجولة الأولى | النسبة المئوية الجولة الأولى | عدد الأصوات الجولة الثانية | النسبة المئوية الجولة الثانية |
| ------------ | ------------------------- | ---------------------------- | -------------------------- | ----------------------------- |
| لطيفة القعود | بالتزكية                  | 100%                         |                            |                               |

## نتائج الانتخابات البلدية

### محافظة العاصمة
| الاسم             | عدد الأصوات الجولة الأولى | النسبة المئوية الجولة الأولى | عدد الأصوات الجولة الثانية | النسبة المئوية الجولة الثانية |
| ----------------- | ------------------------- | ---------------------------- | -------------------------- | ----------------------------- |
| طارق الشيخ        | 1342                      | 40.24%                       | 1467                       | 53.27%                        |
| غازي الدوسري      | 554                       | 16.69%                       | 1287                       | 46.73%                        |
| أحمد محمد[ ؟ ]    | 378                       | 11.39%                       |                            |                               |
| سامي بوجندل       | 428                       | 12.89%                       |                            |                               |
| عبد العزيز الخاجة | 311                       | 9.37%                        |                            |                               |
| علي الكواري       | 307                       | 9.25%                        |                            |                               |

| الاسم          | عدد الأصوات الجولة الأولى | النسبة المئوية الجولة الأولى | عدد الأصوات الجولة الثانية | النسبة المئوية الجولة الثانية |
| -------------- | ------------------------- | ---------------------------- | -------------------------- | ----------------------------- |
| مجيد ميلاد     | 2625                      | 60.26%                       |                            |                               |
| تقي بن رجب     | 1199                      | 27.53%                       |                            |                               |
| أحمد رأس رماني | 0                         | 0%                           |                            |                               |
| حسين العرادي   | 532                       | 12.21%                       |                            |                               |
| حسين فردان     | 0                         | 0%                           |                            |                               |

| الاسم       | عدد الأصوات الجولة الأولى | النسبة المئوية الجولة الأولى | عدد الأصوات الجولة الثانية | النسبة المئوية الجولة الثانية |
| ----------- | ------------------------- | ---------------------------- | -------------------------- | ----------------------------- |
| صادق رحمة   | 2300                      | 70.40%                       |                            |                               |
| جواد التمام | 967                       | 29.60%                       |                            |                               |

| الاسم     | عدد الأصوات الجولة الأولى | النسبة المئوية الجولة الأولى | عدد الأصوات الجولة الثانية | النسبة المئوية الجولة الثانية |
| --------- | ------------------------- | ---------------------------- | -------------------------- | ----------------------------- |
| حميد علي  | 4585                      | 94.30%                       |                            |                               |
| فخري طريف | 277                       | 5.70%                        |                            |                               |

| الاسم           | عدد الأصوات الجولة الأولى | النسبة المئوية الجولة الأولى | عدد الأصوات الجولة الثانية | النسبة المئوية الجولة الثانية |
| --------------- | ------------------------- | ---------------------------- | -------------------------- | ----------------------------- |
| فاضل عباس       | 1340                      | 52.45%                       |                            |                               |
| حسن عطية        | 785                       | 30.72%                       |                            |                               |
| السيد محمد جعفر | 430                       | 16.83%                       |                            |                               |

| الاسم         | عدد الأصوات الجولة الأولى | النسبة المئوية الجولة الأولى | عدد الأصوات الجولة الثانية | النسبة المئوية الجولة الثانية |
| ------------- | ------------------------- | ---------------------------- | -------------------------- | ----------------------------- |
| خميس الرميحي  | 803                       | 36.50%                       | 1318                       | 59.42%                        |
| جمال الجنيد   | 759                       | 34.50%                       | 900                        | 40.58%                        |
| عدنان النعيمي | 392                       | 17.82%                       |                            |                               |
| حسين الدوسري  | 192                       | 8.73%                        |                            |                               |
| محمد العيسى   | 54                        | 2.45%                        |                            |                               |

| الاسم             | عدد الأصوات الجولة الأولى | النسبة المئوية الجولة الأولى | عدد الأصوات الجولة الثانية | النسبة المئوية الجولة الثانية |
| ----------------- | ------------------------- | ---------------------------- | -------------------------- | ----------------------------- |
| عبد المجيد السبع  | 1931                      | 54.84%                       |                            |                               |
| علي حماد          | 1169                      | 33.20%                       |                            |                               |
| السيد عادل العلوي | 421                       | 11.96%                       |                            |                               |

| الاسم            | عدد الأصوات الجولة الأولى | النسبة المئوية الجولة الأولى | عدد الأصوات الجولة الثانية | النسبة المئوية الجولة الثانية |
| ---------------- | ------------------------- | ---------------------------- | -------------------------- | ----------------------------- |
| صادق البصري      | 2543                      | 62.91%                       |                            |                               |
| عادل حميد        | 582                       | 14.40%                       |                            |                               |
| صلاح درويش       | 218                       | 5.39%                        |                            |                               |
| فاضل النطعي      | 129                       | 3.19%                        |                            |                               |
| مكي العالي       | 282                       | 7.37%                        |                            |                               |
| السيد عدنان مهدي | 272                       | 6.73%                        |                            |                               |

### محافظة المحرق
| الاسم                | عدد الأصوات الجولة الأولى | النسبة المئوية الجولة الأولى | عدد الأصوات الجولة الثانية | النسبة المئوية الجولة الثانية |
| -------------------- | ------------------------- | ---------------------------- | -------------------------- | ----------------------------- |
| محمد عبد الله المطوع | 1082                      | 45.24%                       | 1169                       | 58.45%                        |
| يوسف أحمد            | 754                       | 28.86%                       | 831                        | 41.55%                        |
| حسن بوهزاع           | 677                       | 25.91%                       |                            |                               |

| الاسم         | عدد الأصوات الجولة الأولى | النسبة المئوية الجولة الأولى | عدد الأصوات الجولة الثانية | النسبة المئوية الجولة الثانية |
| ------------- | ------------------------- | ---------------------------- | -------------------------- | ----------------------------- |
| يوسف الريس    | 1433                      | 38.39%                       | 1884                       | 55.20%                        |
| محمد الطهمازي | 1214                      | 32.52%                       | 1529                       | 44.80%                        |
| فاطمة سلمان   | 873                       | 23.39%                       |                            |                               |
| خليل البلوشي  | 213                       | 5.71%                        |                            |                               |

| الاسم              | عدد الأصوات الجولة الأولى | النسبة المئوية الجولة الأولى | عدد الأصوات الجولة الثانية | النسبة المئوية الجولة الثانية |
| ------------------ | ------------------------- | ---------------------------- | -------------------------- | ----------------------------- |
| عبد الناصر المحميد | 1555                      | 47.60%                       | 1998                       | 76.94%                        |
| جعفر الحايكي       | 995                       | 30.46%                       | 943                        | 32.06%                        |
| مبارك محمد         | 717                       | 21.95%                       |                            |                               |
| عبد الله الغاوي    | 0                         | 0%                           |                            |                               |

| الاسم           | عدد الأصوات الجولة الأولى | النسبة المئوية الجولة الأولى | عدد الأصوات الجولة الثانية | النسبة المئوية الجولة الثانية |
| --------------- | ------------------------- | ---------------------------- | -------------------------- | ----------------------------- |
| محمد جاسم حمادة | 1760                      | 24.72%                       | 4341                       | 60.59%                        |
| عبد المجيد أكبر | 1789                      | 25.13%                       | 2824                       | 39.41%                        |
| راشد القصاب     | 65                        | 0.91%                        |                            |                               |
| أحمد عبد الرزاق | 514                       | 7.22%                        |                            |                               |
| حسين الجودر     | 0                         | 0%                           |                            |                               |
| معمر المناعي    | 978                       | 13.74%                       |                            |                               |
| محمد دخيل       | 1282                      | 18.01%                       |                            |                               |
| وفاء أبل        | 671                       | 9.43%                        |                            |                               |
| عيسى دغيم       | 60                        | 0.84%                        |                            |                               |

| الاسم                    | عدد الأصوات الجولة الأولى | النسبة المئوية الجولة الأولى | عدد الأصوات الجولة الثانية | النسبة المئوية الجولة الثانية |
| ------------------------ | ------------------------- | ---------------------------- | -------------------------- | ----------------------------- |
| أحمد العوضي              | 1907                      | 51.43%                       |                            |                               |
| غازي عبد العزيز المرباطي | 778                       | 20.98%                       |                            |                               |
| خميس الزياني             | 250                       | 6.74%                        |                            |                               |
| غسان العبيدلي            | 570                       | 15.37%                       |                            |                               |
| باقر حسين                | 203                       | 5.47%                        |                            |                               |

| الاسم         | عدد الأصوات الجولة الأولى | النسبة المئوية الجولة الأولى | عدد الأصوات الجولة الثانية | النسبة المئوية الجولة الثانية |
| ------------- | ------------------------- | ---------------------------- | -------------------------- | ----------------------------- |
| محمد حسن عباس | 2507                      | 51.70%                       |                            |                               |
| حسن يوسف[ ؟ ] | 1526                      | 31.47%                       |                            |                               |
| أحمد حميد     | 795                       | 16.40%                       |                            |                               |
| فايز المطوع   | 21                        | 0.43%                        |                            |                               |

| الاسم            | عدد الأصوات الجولة الأولى | النسبة المئوية الجولة الأولى | عدد الأصوات الجولة الثانية | النسبة المئوية الجولة الثانية |
| ---------------- | ------------------------- | ---------------------------- | -------------------------- | ----------------------------- |
| علي المقلة       | 3852                      | 48.05%                       | 4931                       | 61.40%                        |
| عبد العزيز الحسن | 2350                      | 29.32%                       | 3100                       | 38.60%                        |
| صباح الدوسري     | 1117                      | 13.93%                       |                            |                               |
| عبد الله الريس   | 594                       | 7.41%                        |                            |                               |
| خديجة القحطاني   | 103                       | 1.28%                        |                            |                               |

| الاسم          | عدد الأصوات الجولة الأولى | النسبة المئوية الجولة الأولى | عدد الأصوات الجولة الثانية | النسبة المئوية الجولة الثانية |
| -------------- | ------------------------- | ---------------------------- | -------------------------- | ----------------------------- |
| سمير خادم      | 3162                      | 71.98%                       |                            |                               |
| مبارك مخيمر    | 432                       | 9.83%                        |                            |                               |
| راشد البوفلاسة | 799                       | 18.19%                       |                            |                               |

### المحافظة الشمالية
| الاسم             | عدد الأصوات الجولة الأولى | النسبة المئوية الجولة الأولى | عدد الأصوات الجولة الثانية | النسبة المئوية الجولة الثانية |
| ----------------- | ------------------------- | ---------------------------- | -------------------------- | ----------------------------- |
| السيد أحمد العلوي | 8295                      | 79.79%                       |                            |                               |
| فيصل شبيب         | 1848                      | 17.78%                       |                            |                               |
| أحمد منصور        | 253                       | 2.43%                        |                            |                               |

| الاسم          | عدد الأصوات الجولة الأولى | النسبة المئوية الجولة الأولى | عدد الأصوات الجولة الثانية | النسبة المئوية الجولة الثانية |
| -------------- | ------------------------- | ---------------------------- | -------------------------- | ----------------------------- |
| السيد أمين حسن | 6393                      | 95.29%                       |                            |                               |
| علي العلواني   | 316                       | 4.71%                        |                            |                               |

| الاسم                | عدد الأصوات الجولة الأولى | النسبة المئوية الجولة الأولى | عدد الأصوات الجولة الثانية | النسبة المئوية الجولة الثانية |
| -------------------- | ------------------------- | ---------------------------- | -------------------------- | ----------------------------- |
| عبد الغني عبد العزيز | 5879                      | 78.27%                       |                            |                               |
| علي الشويخ           | 654                       | 8.71%                        |                            |                               |
| محمد الدرازي         | 978                       | 13.02%                       |                            |                               |

| الاسم         | عدد الأصوات الجولة الأولى | النسبة المئوية الجولة الأولى | عدد الأصوات الجولة الثانية | النسبة المئوية الجولة الثانية |
| ------------- | ------------------------- | ---------------------------- | -------------------------- | ----------------------------- |
| مبارك الدوسري | 916                       | 41.69%                       | 1119                       | 52.73%                        |
| جاسم جابر     | 839                       | 38.19%                       | 1003                       | 47.27%                        |
| علي الدوسري   | 303                       | 13.79%                       |                            |                               |
| أحمد الدوسري  | 139                       | 6.33%                        |                            |                               |

| الاسم           | عدد الأصوات الجولة الأولى | النسبة المئوية الجولة الأولى | عدد الأصوات الجولة الثانية | النسبة المئوية الجولة الثانية |
| --------------- | ------------------------- | ---------------------------- | -------------------------- | ----------------------------- |
| يوسف حسين       | 4767                      | 87.20%                       |                            |                               |
| فهمي عبد الصاحب | 302                       | 5.52%                        |                            |                               |
| غازي العلوي     | 161                       | 2.94%                        |                            |                               |
| صادق الغسرة     | 237                       | 4.34%                        |                            |                               |

| الاسم       | عدد الأصوات الجولة الأولى | النسبة المئوية الجولة الأولى | عدد الأصوات الجولة الثانية | النسبة المئوية الجولة الثانية |
| ----------- | ------------------------- | ---------------------------- | -------------------------- | ----------------------------- |
| خالد الكعبي | 2826                      | 41.71%                       | 4248                       | 67.85%                        |
| محمد علي    | 2107                      | 31.10%                       | 2013                       | 32.15%                        |
| جمال عاشور  | 220                       | 3.25%                        |                            |                               |
| كمال سعد    | 487                       | 7.19%                        |                            |                               |
| جاسم هجرس   | 1136                      | 16.77%                       |                            |                               |

| الاسم      | عدد الأصوات الجولة الأولى | النسبة المئوية الجولة الأولى | عدد الأصوات الجولة الثانية | النسبة المئوية الجولة الثانية |
| ---------- | ------------------------- | ---------------------------- | -------------------------- | ----------------------------- |
| يوسف ربيع  | 4924                      | 68.57%                       |                            |                               |
| ياسين زينل | 1992                      | 27.74%                       |                            |                               |
| مهدي موسى  | 265                       | 3.69%                        |                            |                               |

| الاسم            | عدد الأصوات الجولة الأولى | النسبة المئوية الجولة الأولى | عدد الأصوات الجولة الثانية | النسبة المئوية الجولة الثانية |
| ---------------- | ------------------------- | ---------------------------- | -------------------------- | ----------------------------- |
| علي عبد الله حسن | 4617                      | 51.41%                       |                            |                               |
| نبيل حبيب        | 168                       | 1.87%                        |                            |                               |
| ناصر سلمان       | 2664                      | 29.76%                       |                            |                               |
| مصلح العنزي      | 601                       | 6.69%                        |                            |                               |
| السيد جواد سعيد  | 417                       | 4.64%                        |                            |                               |
| محمود الرياش     | 266                       | 2.96%                        |                            |                               |
| عباس عبد الحسين  | 184                       | 2.05%                        |                            |                               |
| حبيب محمد        | 63                        | 0.70%                        |                            |                               |

| الاسم              | عدد الأصوات الجولة الأولى | النسبة المئوية الجولة الأولى | عدد الأصوات الجولة الثانية | النسبة المئوية الجولة الثانية |
| ------------------ | ------------------------- | ---------------------------- | -------------------------- | ----------------------------- |
| علي منصور عبد الله | 7002                      | 78.11%                       |                            |                               |
| عباس الفردان       | 867                       | 9.67%                        |                            |                               |
| حسين الفردان       | 395                       | 4.41%                        |                            |                               |
| رضا عاشور          | 366                       | 4.08%                        |                            |                               |
| عبد النبي عبد الله | 334                       | 3.73%                        |                            |                               |

### المحافظة الوسطى
| الاسم        | عدد الأصوات الجولة الأولى | النسبة المئوية الجولة الأولى | عدد الأصوات الجولة الثانية | النسبة المئوية الجولة الثانية |
| ------------ | ------------------------- | ---------------------------- | -------------------------- | ----------------------------- |
| عباس حسن     | 6480                      | 70.30%                       |                            |                               |
| عادل الخنيزي | 352                       | 3.82%                        |                            |                               |
| نبيل محمد    | 842                       | 9.13%                        |                            |                               |
| عادل حسن     | 394                       | 4.27%                        |                            |                               |
| أحمد عيد     | 723                       | 7.84%                        |                            |                               |
| سعيد حسين    | 427                       | 4.63%                        |                            |                               |

| الاسم           | عدد الأصوات الجولة الأولى | النسبة المئوية الجولة الأولى | عدد الأصوات الجولة الثانية | النسبة المئوية الجولة الثانية |
| --------------- | ------------------------- | ---------------------------- | -------------------------- | ----------------------------- |
| عادل الستري     | 6863                      | 83.98%                       |                            |                               |
| أحمد عبد الحسين | 0                         | 0%                           |                            |                               |
| جاسم مهدي       | 121                       | 1.48%                        |                            |                               |
| محمد العامر     | 1188                      | 15.54%                       |                            |                               |

| الاسم         | عدد الأصوات الجولة الأولى | النسبة المئوية الجولة الأولى | عدد الأصوات الجولة الثانية | النسبة المئوية الجولة الثانية |
| ------------- | ------------------------- | ---------------------------- | -------------------------- | ----------------------------- |
| عدنان المالكي | 2404                      | 48.96%                       | 3200                       | 63.83%                        |
| حسين الحلواجي | 1611                      | 32.81%                       | 1813                       | 36.17%                        |
| يوسف شويطر    | 895                       | 18.23%                       |                            |                               |

| الاسم          | عدد الأصوات الجولة الأولى | النسبة المئوية الجولة الأولى | عدد الأصوات الجولة الثانية | النسبة المئوية الجولة الثانية |
| -------------- | ------------------------- | ---------------------------- | -------------------------- | ----------------------------- |
| عيسى القاضي    | 3199                      | 43.85%                       | 3962                       | 63.93%                        |
| حمزة قروف      | 2563                      | 35.13%                       | 2083                       | 36.07%                        |
| إبراهيم بوهزاع | 1309                      | 17.94%                       |                            |                               |
| جاسم بن رجب    | 224                       | 3.07%                        |                            |                               |

| الاسم            | عدد الأصوات الجولة الأولى | النسبة المئوية الجولة الأولى | عدد الأصوات الجولة الثانية | النسبة المئوية الجولة الثانية |
| ---------------- | ------------------------- | ---------------------------- | -------------------------- | ----------------------------- |
| رضي أمان         | 3846                      | 57.52%                       |                            |                               |
| علي عبد الحسن    | 668                       | 9.99%                        |                            |                               |
| أحمد مرهون       | 106                       | 1.59%                        |                            |                               |
| فاضل مرهون       | 211                       | 3.16%                        |                            |                               |
| مجيد عبد الله    | 1427                      | 21.34%                       |                            |                               |
| عبد الأمير سلمان | 428                       | 6.40%                        |                            |                               |

| الاسم           | عدد الأصوات الجولة الأولى | النسبة المئوية الجولة الأولى | عدد الأصوات الجولة الثانية | النسبة المئوية الجولة الثانية |
| --------------- | ------------------------- | ---------------------------- | -------------------------- | ----------------------------- |
| صادق ربيع       | 4511                      | 66.81%                       |                            |                               |
| محمد المنامي    | 1075                      | 15.65%                       |                            |                               |
| إبراهيم الخضران | 1184                      | 17.54%                       |                            |                               |

| الاسم            | عدد الأصوات الجولة الأولى | النسبة المئوية الجولة الأولى | عدد الأصوات الجولة الثانية | النسبة المئوية الجولة الثانية |
| ---------------- | ------------------------- | ---------------------------- | -------------------------- | ----------------------------- |
| عبد الرحمن الحسن | 3350                      | 65.20%                       |                            |                               |
| علي صديف         | 2244                      | 22.85%                       |                            |                               |
| يعقوب الماجد     | 374                       | 6.87%                        |                            |                               |
| يعقوب العوفي     | 227                       | 5.09%                        |                            |                               |

| الاسم     | عدد الأصوات الجولة الأولى | النسبة المئوية الجولة الأولى | عدد الأصوات الجولة الثانية | النسبة المئوية الجولة الثانية |
| --------- | ------------------------- | ---------------------------- | -------------------------- | ----------------------------- |
| وليد هجرس | 6090                      | 82.23%                       |                            |                               |
| حسن سرحان | 1136                      | 15.34%                       |                            |                               |
| عقيل علي  | 180                       | 2.43%                        |                            |                               |

| الاسم           | عدد الأصوات الجولة الأولى | النسبة المئوية الجولة الأولى | عدد الأصوات الجولة الثانية | النسبة المئوية الجولة الثانية |
| --------------- | ------------------------- | ---------------------------- | -------------------------- | ----------------------------- |
| عبد الرزاق حطاب | 2335                      | 43.36%                       | 2596                       | 69.69%                        |
| إبراهيم فخرو    | 1800                      | 33.43%                       | 1129                       | 30.31%                        |
| حمد حربي        | 228                       | 4.23%                        |                            |                               |
| عماد الأنصاري   | 1022                      | 18.98%                       |                            |                               |

### المحافظة الجنوبية
| الاسم          | عدد الأصوات الجولة الأولى | النسبة المئوية الجولة الأولى | عدد الأصوات الجولة الثانية | النسبة المئوية الجولة الثانية |
| -------------- | ------------------------- | ---------------------------- | -------------------------- | ----------------------------- |
| ذياب النعيمي   | 1743                      | 45.86%                       | 1466                       | 64.80%                        |
| خالد العاثم    | 697                       | 18.34%                       | 1068                       | 35.20%                        |
| خالد البوعينين | 0                         | 0%                           |                            |                               |
| عباد محمد      | 77                        | 2.03%                        |                            |                               |
| هميان الرويعي  | 290                       | 7.63%                        |                            |                               |
| محمد العميري   | 499                       | 13.13%                       |                            |                               |
| عادل الرويعي   | 410                       | 10.79%                       |                            |                               |
| سعود النعيمي   | 85                        | 2.24%                        |                            |                               |

| الاسم        | عدد الأصوات الجولة الأولى | النسبة المئوية الجولة الأولى | عدد الأصوات الجولة الثانية | النسبة المئوية الجولة الثانية |
| ------------ | ------------------------- | ---------------------------- | -------------------------- | ----------------------------- |
| علي المهندي  | 1597                      | 69.01%                       |                            |                               |
| خليفة الغانم | 717                       | 30.99%                       |                            |                               |

| الاسم             | عدد الأصوات الجولة الأولى | النسبة المئوية الجولة الأولى | عدد الأصوات الجولة الثانية | النسبة المئوية الجولة الثانية |
| ----------------- | ------------------------- | ---------------------------- | -------------------------- | ----------------------------- |
| محسن علي          | 785                       | 34.28%                       | 1132                       | 52.48%                        |
| خالد آل بوفلاح    | 583                       | 25.46%                       | 1025                       | 47.52%                        |
| كمال فتيخ         | 137                       | 5.98%                        |                            |                               |
| أحمد محمد[ ؟ ]    | 268                       | 11.70%                       |                            |                               |
| علي الأحمد        | 257                       | 11.22%                       |                            |                               |
| سلمان مجيران      | 174                       | 7.60%                        |                            |                               |
| عبد الجبار الدخيل | 73                        | 3.19%                        |                            |                               |
| إبراهيم زاهي      | 26                        | 1.13%                        |                            |                               |

| الاسم        | عدد الأصوات الجولة الأولى | النسبة المئوية الجولة الأولى | عدد الأصوات الجولة الثانية | النسبة المئوية الجولة الثانية |
| ------------ | ------------------------- | ---------------------------- | -------------------------- | ----------------------------- |
| يوسف الدوسري | 407                       | 39.02%                       | 442                        | 52.49%                        |
| محمد الكعبي  | 330                       | 31.64%                       | 400                        | 47.51%                        |
| عيسى الدوسري | 290                       | 27.80%                       |                            |                               |
| جاسم الرميحي | 16                        | 1.53%                        |                            |                               |

| الاسم          | عدد الأصوات الجولة الأولى | النسبة المئوية الجولة الأولى | عدد الأصوات الجولة الثانية | النسبة المئوية الجولة الثانية |
| -------------- | ------------------------- | ---------------------------- | -------------------------- | ----------------------------- |
| ناصر المنصوري  | 245                       | 30.82%                       | 446                        | 55.27%                        |
| محمد البوعينين | 287                       | 36.10%                       | 361                        | 44.73%                        |
| جمعة الرميحي   | 170                       | 21.38%                       |                            |                               |
| غانم الكعبي    | 93                        | 11.70%                       |                            |                               |

| الاسم         | عدد الأصوات الجولة الأولى | النسبة المئوية الجولة الأولى | عدد الأصوات الجولة الثانية | النسبة المئوية الجولة الثانية |
| ------------- | ------------------------- | ---------------------------- | -------------------------- | ----------------------------- |
| مبارك الدوسري | 100                       | 62.50%                       |                            |                               |
| راشد المبروك  | 60                        | 37.50%                       |                            |                               |